# Konrad Kleinschmidt
Johann Konrad Kleinschmidt, född 29 december 1768, död 23 december 1832, var en tysk förkunnare och missionär på Grönland.
Han föddes i Ober-Dorla, utanför Mühlhausen i Thüringen, som son till Emanuel Kleinschmidt och Maria född Bomberg. 
1793 sände den Evangeliska brödraförsamlingen Kleinschmidt till Grönland som missionär.
I Nya Herrnhut gifte han sig, den 25 juli 1800, med Anna Maria Hammeleff (död den 9 maj 1812).
Efter hennes död gifte han sig med danskan Christina Petersen från Christiansfeld, med vilken han fick sonen Samuel Kleinschmidt. Makarna Kleinschmidt bodde vid denna tid på missionsstationen Lichtenau.
Kleinschmidt lärde sig grönländska och översatte Nya Testamentet (utgivet av det Brittiska bibelsällskapet i början av 1820-talet) och delar av det Gamla Testamentet.
1824 flyttade han till sydvästra Grönland där han grundlade landets sydligaste by, Frederiksdal och byggde upp en herrnhutisk församling med över 300 medlemmar.
Här slutade Kleinschmidt även sina dagar.